# Стийл (окръг, Северна Дакота)
Вижте пояснителната страница за други значения на Стийл.
Окръг Стийл (на английски: Steele County) е окръг в щата Северна Дакота, Съединени американски щати. Площта му е 1852 km², а населението - 1917 души (2017). Административен център е град Финли.